# Victor Barbăroșie
Victor Barbăroșie (n. 4 septembrie 1945) este un deputat român în legislatura 1996-2000, ales în județul Prahova pe listele partidului PNL.